# Polish Valley
Polish Valley – kotlina w Clare Valley w Australii Południowej, przy kotlinie znajduje się Polish Hill River.  Na obszarze Polish Valley uprawiane są winorośle (przede wszystkim gatunku riesling).